# یایا بانهورو
یایا بانهورو (انگلیسی: Yaya Banhoro؛ زادهٔ ۱ ژانویهٔ ۱۹۹۶) بازیکن فوتبال اهل بورکینافاسو است.
از باشگاه‌هایی که در آن بازی کرده است می‌توان به باشگاه فوتبال پونته پرتا اشاره کرد.
وی همچنین در تیم ملی فوتبال بورکینافاسو بازی کرده است.